# Ralf Möller
Ralf Rudolf Möller (Recklinghausen, 12 januari 1959) is een Duits-Amerikaans acteur en voormalig bodybuilder. Hij werd wereldkampioen bodybuilden bij de amateurs (Mr Universe) in 1986 en 1987 en nam in 1988 deel aan de Mr Olympia-verkiezing. Möller maakte zijn filmdebuut in 1989 als Brick Bardo in Cyborg en speelde de titelrol in de televisieserie Conan (1997-98).
Möller speelde sinds zijn debuut in meer dan twintig films. Met zijn lengte van 1.97 meter en door krachtsport gevormde lichaam, geeft hij in het merendeel van zijn rollen gestalte aan verschillende soorten krijgers. Zo speelt hij in Universal Soldier een cyborg-gevechtsmachine en in Best of the Best 2 de wrede regerend kampioen van een illegaal vechtsporttoernooi, Brakus. In Gladiator is hij te zien als Hagen, de kampioen van de gladiatoren van de Romeinse keizer Commodus en in The Scorpion King speelt hij soldatenleider Thorak, ten tijde van het Oude Egypte.
Möller is getrouwd met Annette Möller, met wie hij dochters Laura en Jacqueline kreeg.

## Filmografie
- 1985: Blam! (televisieserie, aflevering: Viel zu rosa)
- 1988: Tatort – Gebrochene Blüten (televisieserie)
- 1989: Cyborg
- 1990: Occio alla perestrojka
- 1992: Universal Soldier
- 1993: Best of the Best 2 – Der Unbesiegbare (Best of the Best II)
- 1994: Der unbekannte Deserteur (korte film)
- 1995: The Viking Sagas – Islandic Warrior
- 1997: Batman & Robin
- 1997: The Bad Pack – Sieben dreckige Halunken (The Bad Pack)
- 1997–1998: Conan, der Abenteurer (Conan, televisieserie, 22 afleveringen)
- 2000: Gladiator
- 2000: Der Superbulle und die Halbstarken (televisiefilm)
- 2001: Sommer und Bolten: Gute Ärzte, keine Engel (televisieserie, aflevering: Kugel im Kopf)
- 2001: Andromeda (televisieserie, aflevering: Harper 2.0)
- 2001: Queen of Swords (televisieserie, aflevering: Takes a Thief)
- 2001: Relic Hunter – Die Schatzjägerin (televisieserie, aflevering: The Light of Truth)
- 2002: Mutant X (televisieserie, aflevering: Dark Star Rising)
- 2002: The Scorpion King
- 2003: Held der Gladiatoren (televisiefilm)
- 2003: The Paradise Virus (televisiefilm)
- 2004: Hai-Alarm auf Mallorca (televisiefilm)
- 2004: Die Nibelungen (televisiefilm)
- 2004: El Padrino
- 2005: My Suicidal Sweetheart
- 2005: Max and Grace
- 2006: Bierfest (Beerfest)
- 2006: Ozzie, der Koalabär (Ozzie)
- 2006: Seed
- 2007: Pathfinder – Fährte des Kriegers (Pathfinder)
- 2007: Postal
- 2008: Alone in the Dark II
- 2008: Far Cry
- 2008: Time of the Comet
- 2009: Dejection
- 2009: Monsters vs. Aliens (Duitse stem van Missing Link)
- 2010: The Sword and the Sorcerer 2
- 2010: The Tourist
- 2010: Küstenwache (televisieserie, aflevering: U 32 antwortet nicht)
- 2011: Slave
- 2012: Alarm für Cobra 11 – Die Autobahnpolizei (televisieserie, aflevering: Engel des Todes)
- 2012: Tim Sander goes to Hollywood (dokumentatie)
- 2014: Sabotage
- 2014: Love, Hate & Security
- 2016: Tschiller: Off Duty
- 2017: Das letzte Mahl (producent)
- 2018: Klassentreffen 1.0
- 2019: Der letzte Bulle
- 2020: Breach
- 2020: Joko & Klaas gegen ProSieben (presentatie in aflevering 17)

- Biblioteca Nacional de España: XX1260026
- Bibliothèque nationale de France: cb142076890 (data)
- Gemeinsame Normdatei: 11882354X
- International Standard Name Identifier: 0000 0001 1949 8425
- Library of Congress Control Number: no98054197
- Nationale Bibliotheek van Polen: a0000001721767
- Virtual International Authority File: 51900517
- WorldCat: E39PBJm98cfqRY37F9gKVpp9Dq